# Дубровка (Бакалинський район)
Дубро́вка (рос. Дубровка, башк. Дубровка) — присілок у складі Бакалинського району Башкортостану, Росія. Входить до складу Староматинської сільської ради.
Населення — 13 осіб (2010; 26 у 2002).
Національний склад:
- кряшени — 54 %